# 동해리 석정
동해리 석정은 대한민국 전라남도 해남군 북평면 동해리에 있는 우물이다. 2019년 1월 4일 해남군의 향토문화유산 제38호로 지정되었다.

## 지정 사유
두륜산 줄기의 누룩봉 골짜기를 수원(水源)으로 삼아 마을의 약간 높은 지대에 샘을 조성하여 공동체 공간으로 활용하여 자연의 이용, 생활의 편의를 준 시설이다.
암벽면에 “癸亥”(1923년 추정) 연대 기록이 음각되어 있어 역사적 가치가 있다.